# رقية بنت هاشم
رقية بنت هاشم بن عبد مناف الهاشمية القرشية، هي بنت هاشم بن عبد مناف، وأخت عبد المطلب وأسد، ماتت وهي جارية لم تبرز، و أمها: سلمى بنت عمرو بن زيد بن لبيد بن خداش بن عامر بن غنم بن عدي بن النجار.
وقالت رقية بنت هاشم تبكي عبد المطلب: